# Schematyzm Greckokatolickiej Eparchii Przemyskiej
Schematyzm greckokatolickiej eparchii przemyskiej (z gr. schema – figura) – wydawane pomiędzy 1828 a 1939 spisy duchownych i instytucji greckokatolickiej eparchii przemyskiej.
W schematyzmach cerkiewnych podane są spisy osób duchownych (łac. paroch), z podstawowymi danymi: rok urodzenia (łac. natus), rok święceń kapłańskich (łac. ordinaris), rok rozpoczęcia posługi duchownego w danej parafii, a także nazwiska osób związanych z cerkwią. Podawane są wszystkie dekanaty z podporządkowanymi parafiami; a także (w późniejszych schematyzmach) stan majątku cerkiewnego. w nowszych spisach podawane są na początku wykazy eparchów i stan osobowy kapituły katedralnej. Zawarte są tam także informacje o historii i datach budowania cerkwi w każdej parafii. Ujęte są również wykazy zakonników z wszystkich monasterów; na końcu umieszczano wykazy alumnów – studentów teologii oraz wykazy zmarłych duchownych, indeks parafii i osób duchownych.
W Eparchii Przemyskiej schematyzmy zaczęły ukazywać się w 1828 roku i ukazywały się do 1939 roku. Najpierw w języku łacińskim, a następnie na przemian po łacinie i ukraińsku, a na końcu wyłącznie w języku ukraińskim.
W latach 1889–1918 ukazywało się czasopismo "Věstnik″Peremyskoï Eparhii", zapis aktualności z kroniką zmian personalnych duchowieństwa.